# 299 Thora
299 Thora este un asteroid din centura principală, descoperit pe 6 octombrie 1890, de Johann Palisa.